# Gouvernement Carranza
Pour les articles homonymes, voir Carranza.
Cet article présente la composition du gouvernement mexicain sous le président Venustiano Carranza, il est l'ensemble des secrétaires du gouvernement républicain du Mexique. Il est ici présenté dans l'ordre protocolaire. Actuellement les membres du gouvernement exécutif du Mexique ne prennent pas le titre de ministre mais celui de secrétaire.

## Liste des secrétaires
| - Secrétaire du Gouvernement du Mexique - (1914 - 1914) : Eliseo Arredondo - (1914 - 1915) : Rafael Zubaran Capmay - (1915 - 1915) : Jesús Acuña - (1915 - 1915) : Adolfo de la Huerta - (1917 - 1917) : Jesus Acuña - Secrétaire des Relations Extérieures du Mexique - (1914 - 1914) : Isidro Fabela - (1914 - 1915) : Jesús Urueta - (1915 - 1916) : Jesús Acuña - (1916 - 1917) : Cándido Aguilar - (1917 - 1917) : Ernesto Garza Pérez - Secrétaire de la Guerre et de la Marine du Mexique - (1914 - 1914) : Eduardo Hay - (1914 - 1914) : Jacinto B. Treviño - (1914 - 1916) : Ignacio I. Pesqueira - (1916 - 1917) : Álvaro Obregón - Secrétaire des Finances et du Crédit Public du Mexique - (1914 - 1914) : Felícitos Villareal - (1914 - 1914) : Carlos Esquerro - (1914 - 1914) : José Javier Reinoso - (1914 - 1915) : Luis Cabrera Lobato - (1915 - 1916) : Rafael Nieto Compéan - (1916 - 1917) : Luis Cabrera Lobato | - Secrétaire de l'Instruction Publique du Mexique - (1914 - 1916) : Félix F. Palavicini - (1916 - 1917) : Alfonso Cravioto - Secrétaire de la Promotion du Mexique - (1914 - 1917) : Pastor Rouaix - Secrétaire des Communications et des Œuvres Publiques du Mexique - (1914 - 1915) : Ignacio Bonillas - (1915 - 1915) : Alberto J. Pani - (1917 - 1917) : Manuel Rodríguez Gutiérrez - Secrétaire de la Justice du Mexique - (1914 - 1915) : Francisco Escudero y Verdugo - (1915 - 1917) : Roque Estrada - Procureur général de la République du Mexique - (1914 - 1914) : Francisco Modesto de Olaguíbel - (1914 - 1916) : Pascual Morales Molina - (1916 - 1917) : Pablo A. de la Garza |